# Thurston Harris
Thurston Harris (Indianapolis, 11 juli 1931 - Pomona, 14 april 1990) was een Amerikaanse r&b-zanger.

## Carrière
Harris werd aan het begin van de jaren 1950 bekend door de in de amusementswijk South-Central van Los Angeles optredende zanggroep The Lamplighters. In 1957 lukte hem een enkel groot hitsucces met het doowop-nummer Little Bitty Pretty One (6e plaats, VS-pophitlijst), die hij opnam voor Aladdin Records. Hij had dan nog aan het eind van de jaren 1950 kleinere hits met Do What You Did en Runk Bunk. Bovendien nam hij naast de bluessong One Bourbon, One Scotch, One Beer (1960) nog voor Reprise Records Dancing Silhouettes en voor Dot Records Goddess Of Angels op.

## Overlijden
Thurston Harris overleed in 1990 op 58-jarige leeftijd aan de gevolgen van een hartinfarct.
- Bibliothèque nationale de France: cb14185592m (data)
- International Standard Name Identifier: 0000 0001 1872 2640
- Library of Congress Control Number: n94046240
- MusicBrainz: 8199b847-a85c-4df3-a8be-505970725aa4
- Nationale Bibliotheek van Tsjechië: xx0214921
- Virtual International Authority File: 1699273
- WorldCat: E39PBJptW9fvkMVVYmv66mh8md